# Full Circle Tour
Die Full Circle Tour war eine weltweite Konzerttournee der britischen Progressive-Rock-Band Yes. Sie markierte die Wiedervereinigung der Band mit ihrem 1997 zum wiederholten Male ausgestiegenen Keyboarder Rick Wakeman und umfasste insgesamt 97 Konzerte.

## Hintergrund
Seit seinem Ausstieg bei Yes im Frühjahr 1997 hatte es zwischen Rick Wakeman und den anderen Yes-Mitgliedern wiederholt Kontakte gegeben. So fragte die Band beispielsweise 2001 bei Wakeman an, ob er als Special Guest bei ausgewählten Konzerten ihrer Magnification Tour mitwirken wolle. Wakeman zeigte sich dieser Idee grundsätzlich aufgeschlossen, da er an den Songs auf ihrem Album Magnification Gefallen gefunden hatte, musste den restlichen Yes-Mitgliedern jedoch aufgrund eigener terminlicher Verpflichtungen (darunter Konzerte in Südamerika) eine Absage erteilen. Schließlich erklärte er sich im April 2002 bereit, mit der Gruppe auf eine Reunion-Tournee zu gehen und kehrte zum fünften Mal zu Yes zurück.
Die Full Circle Tour betitelte Reunion-Tournee begann am 17. Juli 2002 in Seattle und endete am 4. Oktober 2003 mit einem Auftritt beim Arrowfest Rock Festival in Irvine (Kalifornien). Sie markierte die ersten Konzerte der klassischen Yes-Besetzung aus Jon Anderson, Steve Howe, Chris Squire, Rick Wakeman und Alan White seit 1996 und war zugleich die erste längere Tournee dieses Line-Ups seit 1978/79 (sofern man die Union Tour in den Jahren 1991 und 1992 außer Acht lässt, an der neben den genannten Musikern jedoch auch Bill Bruford, Tony Kaye und Trevor Rabin mitwirkten.)
Die Tournee führte die Band durch Nordamerika, Europa, Asien und erstmals seit 1973 wieder durch Australien. Auch auf Hawaii hatten Yes zuletzt im Jahr 1988 gespielt. Zudem gaben Yes ihr erstes Konzert in Singapur.
Während Yes im Sommer 2003 in Europa tourten, hatten sie ihr 35-jähriges Bandjubiläum, welches sie jedoch erst im darauffolgenden Jahr mit einjähriger Verspätung und ihrer 35th Anniversary Tour offiziell begingen.
Im Rückblick bezeichnete die Band die Full Circle Tour als eine der besten Tourneen in ihrer Livekarriere. Insbesondere Jon Anderson genoss es, Konzerte ohne den Druck, ein neues Album zu bewerben, zu geben, und auch Rick Wakeman äußerte sich positiv: „Es war bei weitem das beste, das die Band jemals gespielt hatte … es gab nichts Abgestandenes, sondern viel Frische.“

## Liveaufnahmen
Videoausschnitte der Auftritte beim Glastonbury Festival (29. Juni 2003) und in Birmingham (3. Juli 2003) waren Teil der im Januar 2004 auf DVD veröffentlichten Band-Dokumentation Yesspeak. 2008 erschien ebenfalls auf DVD eine überarbeitete Version der Dokumentation unter dem Titel Yesspeak Live: The Director’s Cut, die die beiden Konzerte in ungeschnittener Form beinhaltete.
Weiterhin veröffentlichten Montreux Sounds in Zusammenarbeit mit Eagle Rock Entertainment im Jahr 2007 in ihrer Live-at-Montreux-Reihe den Auftritt der Band beim renommierten Montreux Jazz Festival am 14. Juli 2003 auf DVD und BluRay.

## Setlist
Yes entschieden sich für eine ausgewogene Setlist, die hauptsächlich aus Stücken ihrer Alben aus den Jahren 1971 bis 1978 beinhaltete, darunter auch Lieder, die die Band in ihrer bisherigen Karriere nur selten oder noch nie live dargeboten hatte, wie beispielsweise We Have Heaven und South Side of the Sky. Eine Rückkehr in das Live-Repertoire der Gruppe fanden zudem die Songs Don’t Kill the Whale (zuletzt 1979 gespielt) und To Be Over (zuletzt 1975 gespielt), letzterer wurde allerdings lediglich von Steve Howe in einer von ihm arrangierten Solo-Version für akustische Gitarre dargeboten, die in ähnlicher Form auch auf seinem Album Natural Timbre (2001) zu finden ist.  Aus der Zeit nach 1978 wurden lediglich die Stücke Magnification und In the Presence of... aus dem Album Magnification (2001) berücksichtigt, jedoch wurde auch mit der Jon Anderson-Komposition Show Me ein bis dato unveröffentlichtes Lied gespielt, dessen Studio-Version schließlich 2003 auf der limitierten Bonus-CD der Kompilation The Ultimate Yes: 35th Anniversary Collection veröffentlicht wurde.

### Setlist Nordamerika (Juli – Dezember 2002)
- Intro (Firebird Suite)
- Siberian Khatru
- America
- In the Presence of...
- We Have Heaven
- South Side of the Sky
- The Revealing Science of God (Dance of the Dawn)
- Leaves of Green
- Clap
- Show Me
- Rick Wakeman Keyboard Solo (Catherine of Aragon/Celtic Jig/Jane Seymour)
- Wonderous Stories
- And You and I
- Heart of the Sunrise
- Magnification
- Don’t Kill the Whale
- The Fish (Schindleria Praematurus)
- Awaken
- Roundabout
- Yours Is No Disgrace

### Setlist Europa/Asien/Australien (Juni – Oktober 2003)
- Intro (Firebird Suite)
- Siberian Khatru
- Magnification
- Don’t Kill the Whale
- In the Presence of...
- We Have Heaven
- South Side of the Sky
- And You and I
- To Be Over (short acoustic version)
- Clap
- Show Me
- Rick Wakeman Keyboard Solo (Catherine of Aragon/Celtic Jig/Jane Seymour)
- Heart of the Sunrise
- Long Distance Runaround
- The Fish (Schindleria Praematurus)
- Awaken
- I’ve Seen All Good People
- Roundabout

## Tourdaten
| Nr.                                  | Datum               | Stadt               | Land                | Veranstaltungsort                      | Anmerkungen             |
| Leg 1 – Nordamerika                  | Leg 1 – Nordamerika | Leg 1 – Nordamerika | Leg 1 – Nordamerika | Leg 1 – Nordamerika                    | Leg 1 – Nordamerika     |
| ------------------------------------ | ------------------- | ------------------- | ------------------- | -------------------------------------- | ----------------------- |
| 1                                    | 17. Juli 2002       | Seattle             | Vereinigte Staaten  | Paramount Theatre                      |                         |
| 2                                    | 19. Juli 2002       | Kelseyville         | Vereinigte Staaten  | Konocti Field Amphitheatre             |                         |
| 3                                    | 20. Juli 2002       | Mountain View       | Vereinigte Staaten  | Shoreline Amphitheatre                 |                         |
| 4                                    | 22. Juli 2002       | Denver              | Vereinigte Staaten  | CityLights Pavilion                    |                         |
| 5                                    | 23. Juli 2002       | Bonner Springs      | Vereinigte Staaten  | Verizon Wireless Amphitheater          |                         |
| 6                                    | 25. Juli 2002       | Maryland Heights    | Vereinigte Staaten  | UMB Bank Pavilion                      |                         |
| 7                                    | 26. Juli 2002       | Chicago             | Vereinigte Staaten  | Chicago Theatre                        |                         |
| 8                                    | 27. Juli 2002       | Detroit             | Vereinigte Staaten  | Fox Theatre                            |                         |
| 9                                    | 29. Juli 2002       | Cuyahoga Falls      | Vereinigte Staaten  | Blossom Music Center                   |                         |
| 10                                   | 31. Juli 2002       | Toronto             | Kanada              | Molson Amphitheatre                    |                         |
| 11                                   | 2. August 2002      | Mansfield           | Vereinigte Staaten  | Tweeter Center for the Performing Arts |                         |
| 12                                   | 3. August 2002      | Wantagh             | Vereinigte Staaten  | Jones Beach Theater                    |                         |
| 13                                   | 5. August 2002      | New York City       | Vereinigte Staaten  | Radio City Music Hall                  |                         |
| 14                                   | 6. August 2002      | Holmdel             | Vereinigte Staaten  | PNC Bank Arts Center                   |                         |
| 15                                   | 8. August 2002      | Camden              | Vereinigte Staaten  | Tweeter Center                         |                         |
| 16                                   | 9. August 2002      | Columbia            | Vereinigte Staaten  | Merriweather Post Pavilion             |                         |
| 17                                   | 11. August 2002     | West Palm Beach     | Vereinigte Staaten  | Mars Music Amphitheatre                |                         |
| 18                                   | 13. August 2002     | Atlanta             | Vereinigte Staaten  | HiFi Buys Amphitheatre                 |                         |
| 19                                   | 15. August 2002     | The Woodlands       | Vereinigte Staaten  | Cynthia Woods Mitchell Pavilion        |                         |
| 20                                   | 16. August 2002     | Bee Cave            | Vereinigte Staaten  | The Backyard                           |                         |
| 21                                   | 17. August 2002     | Dallas              | Vereinigte Staaten  | Smirnoff Music Center                  |                         |
| 22                                   | 20. August 2002     | Santa Fe            | Vereinigte Staaten  | Paolo Soleri Amphitheater              |                         |
| 23                                   | 21. August 2002     | Phoenix             | Vereinigte Staaten  | Cricket Pavilion                       |                         |
| 24                                   | 23. August 2002     | Universal City      | Vereinigte Staaten  | Universal Amphitheatre                 |                         |
| 25                                   | 24. August 2002     | Winchester          | Vereinigte Staaten  | Shimmer Showroom                       |                         |
| 26                                   | 25. August 2002     | Winchester          | Vereinigte Staaten  | Shimmer Showroom                       |                         |
| Leg 2 – Nordamerika                  |                     |                     |                     |                                        |                         |
| 27                                   | 24. Oktober 2002    | Clearwater          | Vereinigte Staaten  | Ruth Eckerd Hall                       |                         |
| 28                                   | 25. Oktober 2002    | Atlanta             | Vereinigte Staaten  | Chastain Park Amphitheater             |                         |
| 29                                   | 27. Oktober 2002    | South Bend          | Vereinigte Staaten  | Morris Performing Arts Center          |                         |
| 30                                   | 28. Oktober 2002    | Columbus            | Vereinigte Staaten  | Value City Arena                       |                         |
| 31                                   | 30. Oktober 2002    | Fort Wayne          | Vereinigte Staaten  | Embassy Theatre                        |                         |
| 32                                   | 31. Oktober 2002    | University Park     | Vereinigte Staaten  | Bryce Jordan Center                    |                         |
| 33                                   | 2. November 2002    | Wallingford         | Vereinigte Staaten  | careerbuilder.com Oakdale Theatre      |                         |
| 34                                   | 4. November 2002    | Albany              | Vereinigte Staaten  | Pepsi Arena                            |                         |
| 35                                   | 5. November 2002    | Rochester           | Vereinigte Staaten  | Blue Cross Arena                       |                         |
| 36                                   | 7. November 2002    | Durham              | Vereinigte Staaten  | Whittemore Center Arena                |                         |
| 37                                   | 8. November 2002    | Upper Darby         | Vereinigte Staaten  | Tower Theatre                          |                         |
| 38                                   | 9. November 2002    | Upper Darby         | Vereinigte Staaten  | Tower Theatre                          |                         |
| 39                                   | 11. November 2002   | Newark              | Vereinigte Staaten  | New Jersey Performing Arts Center      |                         |
| 40                                   | 12. November 2002   | Washington, D.C.    | Vereinigte Staaten  | DAR Constitution Hall                  |                         |
| 41                                   | 15. November 2002   | Akron               | Vereinigte Staaten  | Civic Theatre                          |                         |
| 42                                   | 16. November 2002   | Toronto             | Kanada              | Massey Hall                            |                         |
| 43                                   | 17. November 2002   | Ottawa              | Kanada              | Corel Centre                           |                         |
| 44                                   | 19. November 2002   | Madison             | Vereinigte Staaten  | Alliant Energy Center                  |                         |
| 45                                   | 21. November 2002   | Chicago             | Vereinigte Staaten  | Chicago Theatre                        |                         |
| 46                                   | 22. November 2002   | Milwaukee           | Vereinigte Staaten  | Riverside Theatre                      |                         |
| 47                                   | 23. November 2002   | Minneapolis         | Vereinigte Staaten  | Orpheum Theatre                        |                         |
| 48                                   | 26. November 2002   | Spokane             | Vereinigte Staaten  | Star Theatre                           |                         |
| 49                                   | 27. November 2002   | Seattle             | Vereinigte Staaten  | Benaroya Hall                          |                         |
| 50                                   | 29. November 2002   | Stateline           | Vereinigte Staaten  | Caesars Tahoe                          |                         |
| 51                                   | 30. November 2002   | Cupertino           | Vereinigte Staaten  | Flint Center for the Performing Arts   |                         |
| 52                                   | 2. Dezember 2002    | San Diego           | Vereinigte Staaten  | Copley Symphony Hall                   |                         |
| 53                                   | 3. Dezember 2002    | Paradise            | Vereinigte Staaten  | The Joint                              |                         |
| 54                                   | 5. Dezember 2002    | Universal City      | Vereinigte Staaten  | Universal Amphitheatre                 |                         |
| 55                                   | 8. Dezember 2002    | Mexiko-Stadt        | Mexiko              | Auditorio Nacional                     |                         |
| Leg 3 – Europa                       |                     |                     |                     |                                        |                         |
| 56                                   | 3. Juni 2003        | Dublin              | Irland              | Vicar Street                           |                         |
| 57                                   | 5. Juni 2003        | Cardiff             | Wales               | International Arena                    |                         |
| 58                                   | 6. Juni 2003        | Nottingham          | England             | Royal Concert Hall                     |                         |
| 59                                   | 8. Juni 2003        | Sölvesborg          | Schweden            | Norje Havsbad                          | Sweden Rock Festival    |
| 60                                   | 10. Juni 2003       | Hamburg             | Deutschland         | Freilichtbühne im Stadtpark            | Stadtpark Open Air      |
| 61                                   | 11. Juni 2003       | Berlin              | Deutschland         | Tempodrom                              |                         |
| 62                                   | 12. Juni 2003       | Leipzig             | Deutschland         | Parkbühne im Clara-Zetkin-Park         |                         |
| 63                                   | 14. Juni 2003       | Dresden             | Deutschland         | Freilichtbühne Großer Garten           |                         |
| 64                                   | 15. Juni 2003       | Warschau            | Polen               | Sala Kongresowa                        |                         |
| 65                                   | 17. Juni 2003       | Prag                | Tschechien          | T-Mobile Arena                         |                         |
| 66                                   | 18. Juni 2003       | Budapest            | Ungarn              | Papp László Sportaréna                 |                         |
| 67                                   | 20. Juni 2003       | Stuttgart           | Deutschland         | Freilichtbühne Killesberg              |                         |
| 68                                   | 21. Juni 2003       | Mainz               | Deutschland         | Rheingoldhalle                         |                         |
| 69                                   | 22. Juni 2003       | Brüssel             | Belgien             | Cirque Royal                           |                         |
| 70                                   | 24. Juni 2003       | Rotterdam           | Niederlande         | Ahoy’ Rotterdam                        |                         |
| 71                                   | 25. Juni 2003       | Hannover            | Deutschland         | Gilde Parkbühne                        |                         |
| 72                                   | 28. Juni 2003       | Paris               | Frankreich          | Palais des Congrès                     |                         |
| 73                                   | 29. Juni 2003       | Pilton              | England             | Worthy Farm Grounds                    | Glastonbury Festival    |
| 74                                   | 1. Juli 2003        | London              | England             | Hammersmith Apollo                     |                         |
| 75                                   | 2. Juli 2003        | London              | England             | Hammersmith Apollo                     |                         |
| 76                                   | 3. Juli 2003        | Birmingham          | England             | National Indoor Arena                  |                         |
| 77                                   | 5. Juli 2003        | Liverpool           | England             | King’s Dock                            |                         |
| 78                                   | 6. Juli 2003        | Edinburgh           | Schottland          | Playhouse Theatre                      |                         |
| 79                                   | 8. Juli 2003        | Bonn                | Deutschland         | Museumsplatz                           |                         |
| 80                                   | 9. Juli 2003        | München             | Deutschland         | Musik-Arena                            | Tollwood-Festival       |
| 81                                   | 11. Juli 2003       | Rom                 | Italien             | Centrale del Tennis                    |                         |
| 82                                   | 12. Juli 2003       | Vado Ligure         | Italien             | Stadio Chittolina                      |                         |
| 83                                   | 14. Juli 2003       | Montreux            | Schweiz             | Auditorium Stravinski                  | Montreux Jazz Festival  |
| 84                                   | 15. Juli 2003       | Singen              | Deutschland         | Festung Hohentwiel                     | Hohentwiel-Festival     |
| xx                                   | 17. Juli 2003       | London              | England             | Hyde Park                              | Route of Kings Open Air |
| 85                                   | 19. Juli 2003       | Barcelona           | Spanien             | Razzmatazz                             |                         |
| 86                                   | 21. Juli 2003       | Estepona            | Spanien             | Plaza de Toros                         |                         |
| 87                                   | 22. Juli 2003       | Madrid              | Spanien             | Centro Cultural Conde-Duque            |                         |
| Leg 4 – Pazifischer Rand/Nordamerika |                     |                     |                     |                                        |                         |
| 88                                   | 12. September 2003  | Osaka               | Japan               | Koseinenkin Hall                       |                         |
| 89                                   | 14. September 2003  | Tokio               | Japan               | International Forum – Hall A           |                         |
| 90                                   | 15. September 2003  | Tokio               | Japan               | International Forum – Hall A           |                         |
| 91                                   | 16. September 2003  | Yokohama            | Japan               | Kanagawa Kenmin Hall                   |                         |
| 92                                   | 19. September 2003  | Melbourne           | Australien          | Vodafone Arena                         |                         |
| 93                                   | 20. September 2003  | Sydney              | Australien          | Entertainment Centre                   |                         |
| 94                                   | 23. September 2003  | Perth               | Australien          | Crown Theatre                          |                         |
| 95                                   | 25. September 2003  | Singapur            | Singapur            | Suntec City Concert Hall               |                         |
| 96                                   | 27. September 2003  | Honolulu            | Vereinigte Staaten  | Neal S. Blaisdell Arena                |                         |
| 97                                   | 4. Oktober 2003     | Irvine              | Vereinigte Staaten  | Verizon Wireless Amphitheatre          | Arrowfest Rock Festival |

## Band
- Jon Anderson: Gesang, Gitarre, MIDI-Gitarre, Percussion, Harfe
- Steve Howe: Gitarre, Pedal-Steel-Gitarre, Hintergrundgesang
- Chris Squire: Bass, Hintergrundgesang, Mundharmonika
- Rick Wakeman: Keyboards
- Alan White: Schlagzeug, Percussion